# Rodney Ascher
Rodney Ascher es un director especializado en documentales. Entre sus trabajos más destacados se encuentra Room 237 de 2012 con el que consiguió un premio al Mejor Director en el Festival de Cine Fantástico de Austin y al Mejor Montaje en el International Documentary Association (IDA).

## Filmografía

### Ficción
- Hot Chicks (2006, segmento "Somebody Goofed")
- The ABCs of Death 2 (2014, segment "Q is for Questionnaire")[2]

### Documentales
- Room 237 (2012)[3]
- The Nightmare (2015)[4]
- A Glitch in the Matrix (2021)

### Cortometrajes
- Alfred (1997)
- Triumph of Victory (2001)
- Shirts & Skins (2008)
- Visions of Terror (2008)
- Dog Days (2009)
- The Lonely Death of the Giggler (2010)
- The S from Hell (2010) "documental"